# Ноти з крапками

Ноти з двома крапками. Приклад із струнного квартету ор.74 № 2 Й.Гайдна, Примітка. Крапки над нотами — позначення стакато.

В європейській музичній нотації крапка, що ставиться після ноти подовжує її на половину музичної тривалості. Наприклад, якщо основна нота продовжується дві долі, то нота з крапкою — три долі. Нота будь-якої тривалості може бути подовжена крапкою.

Ноти з крапками та їх еквівалентна тривалість

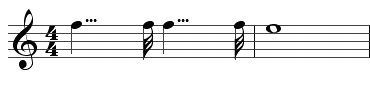
Ноти з трьома крапками.

Використовувати крапку для подовження тривалості нот почали ще в 10 столітті, проте точне значення подовження є предметом дискусій (див. Невми)
Також в музичній практиці можуть використовувати дві і більше крапок для подовження тривалості. При цьому нота з двома крапками дорівнює 1¾ (1 + ½ + ¼) тривалості основної ноти, а нота з трьома крапками — 1⅞ (1 + ½ + ¼ + ⅛) тривалості. Одним з відомих прикладів використання ноти з трьома крапками є прелюдія Ф.Шопена соль мажор ор.28 № 3.